# Melithaea occidentalis
Melithaea occidentalis är en korallart som beskrevs av Duchassaing 1870. Melithaea occidentalis ingår i släktet Melithaea och familjen Melithaeidae. Inga underarter finns listade i Catalogue of Life.